# Eichen-Blütenspanner
Der Eichen-Blütenspanner (Eupithecia abbreviata) ist ein Schmetterling (Nachtfalter) aus der Familie der Spanner (Geometridae). Das Artepitheton basiert auf dem lateinischen Wort abbreviatus mit der Bedeutung „abgekürzt“ und bezieht sich wahrscheinlich auf die im Vergleich zu anderen Blütenspannerarten (Eupithecia) kurzen Hinterflügel.

## Merkmale

### Falter
Die Flügelspannweite der Falter beträgt 18 bis 25 Millimeter. Sämtliche Flügel haben eine überwiegend braungraue bis lehmbraune Färbung, von der sich eine leicht dunkelbraune Marmorierung abhebt. Mit dieser Zeichnung sind sie, wenn sie an Eichenstämmen (Quercus) sitzen, kaum zu erkennen und somit vor Fressfeinden hervorragend geschützt. Die Diskalregion ist heller braun und enthält einen kleinen länglichen schwarzen Diskoidalfleck. Die Adern sind teilweise schwarz angelegt, die Wellenlinie ist undeutlich. Die Hinterflügel sind in der Basalregion aufgehellt.

### Raupe
Ausgewachsene Raupen sind glatt und schlank. Sie sind hellgrau bis gelbgrau gefärbt und zeigen auf dem Rücken große dunkelbraune, rautenähnliche Flecke. Die stark gezackten Seitenstreifen sind ebenfalls dunkelbraun.

### Ähnliche Arten
Der Eichenhain-Blütenspanner (Eupithecia dodoneata) hat ein mehr zu Grautönen tendierendes Erscheinungsbild. Die Zeichnungselemente sind deutlich abgesetzt. Bei abgeflogenen Exemplaren ist eine sichere Bestimmung meist nur mittels einer genitalmorphologischen Untersuchung möglich.

## Verbreitung und Vorkommen
Die Verbreitung der Art erstreckt sich durch die Mitte Europas einschließlich der Britischen Inseln sowie weiter östlich bis zu den Baltischen Staaten, Armenien und den Kaukasus. Sie wurde auch in der Türkei nachgewiesen. Hauptlebensraum sind Eichenwälder, Eichenmischwälder, Eichenalleen und Parklandschaften. In den Südalpen steigt sie bis in Höhen von 1100 Metern.

## Lebensweise
Die Hauptflugzeit der dämmerungs- und nachtaktiven Falter fällt in die Monate April und Mai. Künstliche Lichtquellen werden von ihnen gern angeflogen. Zur Nahrungsaufnahme besuchen sie Köder sowie blühende Weidenkätzchen (Salix). Die Raupen leben im Mai und Juni und ernähren sich von den Blüten und Blättern verschiedener Eichenarten (Quercus). Raupen und Falter halten sich bevorzugt in den Baumkronen auf. Die Art überwintert im Puppenstadium.

## Gefährdung
Der Eichen-Blütenspanner kommt in Deutschland in den einzelnen Bundesländern verbreitet und meist zahlreich vor und wird auf der Roten Liste gefährdeter Arten als „nicht gefährdet“ eingestuft.